# Interprovinciaal Opperrabbinaat
Het Interprovinciaal Opperrabbinaat, afgekort IPOR,  is per 22 mei 2018 bij besluit van de Centrale Commissie van het Nederlands-Israëlitisch Kerkgenootschap (N.I.K.) opgeheven en gesplitst in twee ressorten, te weten het ressort Nederland-Midden en het ressort Mediene.
De kehillot die aangesloten zijn bij het ressort Mediene zijn de NIG's Groningen, Leeuwarden, Drenthe, Zwolle, Utrecht, Arnhem, Twente, Maastricht,  Noord-Holland Noordwest, Eindhoven, Oss en Zeeland
De kehillot die aangesloten zijn bij het ressort Nederland-Midden zijn de NIG's Almere, Amersfoort, Breda, Bussum, Nijmegen en Winterswijk

## Achtergrond
Toen het kantoor van Opperrabbinaat Resort Utrecht (alles buiten Amsterdam Rotterdam en Den Haag) in 1988 van Utrecht naar Hilversum verhuisde heeft het behalve de verhuizing ook een modernisering meegemaakt. Wegens de verwarrende naam is ook Opperrabbinaat Utrecht veranderd in Inter Provenciaal Opper Rabbinaat oftewel IPOR. Sinds 2006 was het kantoor van het IPOR gevestigd in het Joods Cultueel Centrum in Amsterdam waar ook het NIK en het Nederlands-Israëlitische Hoofdsynagoge (NIHS), ofwel de Joodse Gemeente Amsterdam zijn gevestigd.